# John Emerich Edward Dalberg-Acton, 1. Baron Acton

John Dalberg-Acton, 1. Baron Acton

John Emerich Edward Dalberg-Acton, 1. Baron Acton KCVO DL (* 10. Januar 1834 in Neapel; † 19. Juni 1902 in Tegernsee, Bayern) war ein britischer Historiker, katholischer Liberaler und Publizist.

## Herkunft
John Dalberg-Acton entstammte europaweit agierenden Familien des Hochadels. Die Familie Acton kehrte im 18. Jahrhundert zur römisch-katholischen Konfession zurück. Unter der damaligen Rechtslage im Königreich Großbritannien war es Katholiken unmöglich, führende Positionen in der Politik einzunehmen. Die Vorfahren von Dalberg-Acton zogen deshalb nach Frankreich und später nach Italien, wo der Großvater, Sir John Acton, 6. Baronet (1736–1811), neapolitanischer Admiral und zeitweise erster Minister war. 1791 hatte dieser als Erbe der älteren Familienlinie den 1644 geschaffenen englischen Adelstitel Baronet, of Aldenham Hall in the Parish of Morville and County of Salop, sowie die Familiengüter in Shropshire geerbt. Dessen Sohn, Sir Ferdinand Richard Acton, 7. Baronet, heiratete Marie Louise von Dalberg, einziges Kind und damit Erbtochter des Herzogs Emmerich Joseph von Dalberg (1773–1833). Der Herzog hatte zusammen mit Talleyrand die Interessen König Ludwig XVIII. auf dem Wiener Kongress vertreten. Nach dem Tod des Herzogs 1833 nahm Richard Acton den Namen Dalberg-Acton an.
John Dalberg-Acton war der einzige Sohn aus der Ehe zwischen Marie Louise von Dalberg und Richard Acton. Wegen seiner mütterlichen Abstammung verstand sich Dalberg-Acton als „halber Deutscher“. John Dalberg-Acton war drei Jahre alt, als sein Vater starb. Seine Mutter zog auf die Familiengüter nach Shropshire und heiratete 1840 Granville Leveson-Gower, Lord Leveson, den späteren 2. Earl of Granville, zu dem Dalberg-Acton ein distanziertes Verhältnis hatte.

## Bildungsweg
Als Katholik wurde der junge Dalberg-Acton am St. Mary’s College in Oscott bei Birmingham erzogen, das damals der spätere Kardinal Nicholas Patrick Stephen Wiseman leitete, sowie durch Félix Dupanloup in Paris.
1850 kam er nach München, wo er im Haus des bedeutenden Theologen und Kirchenhistorikers Ignaz von Döllinger lebte und von ihm ausgebildet und gefördert wurde. Mit Ignaz von Döllinger verband Dalberg-Acton eine lebenslange Freundschaft. Seine Zeit bei Ignaz von Döllinger legte die Grundlagen für seine lebenslang verfolgten historischen Studien. Er trug eine umfangreiche historische Bibliothek zusammen, darunter 20.000 Bände mit Randnotizen von eigener Hand. Er war mit Historikern in Europa und den Vereinigten Staaten wie Alexis de Tocqueville, Heinrich von Sybel und Leopold von Ranke befreundet.
Dalberg-Acton konnte aufgrund seiner römisch-katholischen Konfession an keiner der englischen Elite-Universitäten studieren. Er ging deshalb an die Universität München.

## Öffentliches Wirken

### Politiker
1856 war er Mitglied der britischen Delegation zu den Krönungsfeierlichkeiten von Zar Alexander II. in Moskau, die von seinem Stiefvater, Earl Granville, geführt wurde.
1859 ließ sich Dalberg-Acton auf seinem Besitz in Aldenham (Shropshire) nieder und wurde Mitglied des Unterhauses, wo er William Gladstone unterstützte. Als Parlamentarier war er allerdings wenig aktiv und wurde 1865 abgewählt. Dalberg-Acton wurde ein enger Freund und Berater von William Gladstone, der ihm zum 11. Dezember 1869 die erbliche Peerswürde eines Baron Acton, of Aldenham in the County of Shropshire, verschaffte. Dies war der erste Fall seit der Reformation, dass ein Katholik ins Oberhaus berufen wurde. Anschließend entsandte Gladstone ihn als britischen Beobachter zum Ersten Vatikanischen Konzil, wo er sich aktiv betätigte, um eine Koalition von Bischöfen zu formieren, die sich gegen die konservativen Tendenzen des Konzils einsetzte. Zusammen mit dem Kirchenhistoriker Johannes Friedrich sammelte er die Dokumente, die Döllinger seinem pseudonym erschienenen Buch Römische Briefe vom Concil zugrunde legte. Dalberg-Actons Briefe aus dieser Zeit an Ignaz von Döllinger und seine Berichte in der Allgemeinen Zeitung sind heute noch wichtige Quelle zur Geschichte der Minorität auf dem Konzil.
Wie Ignaz von Döllinger wandte sich Dalberg-Acton gegen die Dogmatisierung der päpstlichen Unfehlbarkeit. Berühmt geworden ist Actons in diesem Zusammenhang gemachter Ausspruch: „Macht korrumpiert, absolute Macht korrumpiert absolut“ („Power tends to corrupt, and absolute power corrupts absolutely“), in Großbritannien auch als „Lord Acton’s dictum“ bekannt. Nachdem die Unfehlbarkeit jedoch auf dem Ersten Vatikanischen Konzil verkündet worden war, verließ er die katholische Kirche nicht, während Ignaz von Döllinger exkommuniziert wurde. Dalberg-Acton legte seine Haltung in damals weithin rezipierten öffentlichen Briefen an The Times vom November und Dezember 1874 dar. Insbesondere betonte er, dass die Verbindung mit der römisch-katholischen Kirche für ihn „teurer als das Leben“ (dearer than life) sei.
Während des Amerikanischen Bürgerkriegs war er ein Sympathisant der Südstaaten und beeinflusste in diesem Sinn liberale Freunde. Er sah in der Haltung der Südstaaten die Verteidigung des föderalen Prinzips, das er als besten Garant gegen eine mögliche Tyrannei sah, gegen eine zentralistische Staatsmacht.

### Publizist
Dalberg-Acton war Herausgeber zweier einflussreicher katholischer Zeitschriften, zunächst von The Rambler, einer Monats-, später Zweimonatszeitschrift, deren Herausgeberschaft er 1859 von John Henry Newman übernahm. 1862 ging aus The Rambler die Quartalszeitschrift Home and Foreign Review hervor, ebenfalls von Dalberg-Acton herausgegeben. Einen Gutteil der Beiträge beider Zeitschriften schrieb Dalberg-Acton selbst. Hier konnte er sein immenses historisches Wissen einbringen.
Aufgrund seiner kritischen Haltung zu den Zuständen in der römisch-katholischen Kirche geriet er in Konflikt mit deren Hierarchie. Sein Freimut gefiel weder Kardinal Wiseman noch Henry Edward Manning, der 1861 die Römische Kurie vor Dalberg-Acton und The Rambler warnte und später der Nachfolger von Wiseman als Erzbischof von Westminster wurde. Unter anderem als Reaktion auf Ignaz von Döllinger erließ Papst Pius IX. 1864 das Breve Tuas Libenter, demzufolge katholische Autoren der Autorität der römisch-katholischen Kirche untergeordnet waren. Daraufhin stellte Dalberg-Acton Home and Foreign Review noch im selben Jahr ein. Er schrieb jedoch weiterhin – bis zu dessen Einstellung 1872 – für den liberalen North British Review.
1886 war er an der Gründung der Zeitschrift English Historical Review beteiligt.

### Gelehrter
Dalberg-Acton gilt als ein brillanter Essayist und als einer der bedeutendsten Historiker des 19. Jahrhunderts, obgleich er, von den Beiträgen in den genannten Zeitschriften abgesehen, vergleichsweise wenig publizierte. Er hat kein einziges Buch veröffentlicht. Doch seine wenigen Veröffentlichungen erzielten ein großes Echo. Sein Lebensprojekt, eine „Geschichte der Freiheit“ zu schreiben, vollendete er nie.
1890 wurde er Fellow des All Souls College in Oxford. 1895 wurde er zum Regius Professor of Modern History in Cambridge berufen, „eben dort, wo er fünfundvierzig Jahre früher als Student wegen seines katholischen Bekenntnisses vergebens Einlass begehrt hatte“. Er war der erste mit römisch-katholischer Konfession nach der Reformation, der eine solche Stelle erhielt. Er hielt Vorlesungen über die Französische Revolution und über Modern History.

## Familie

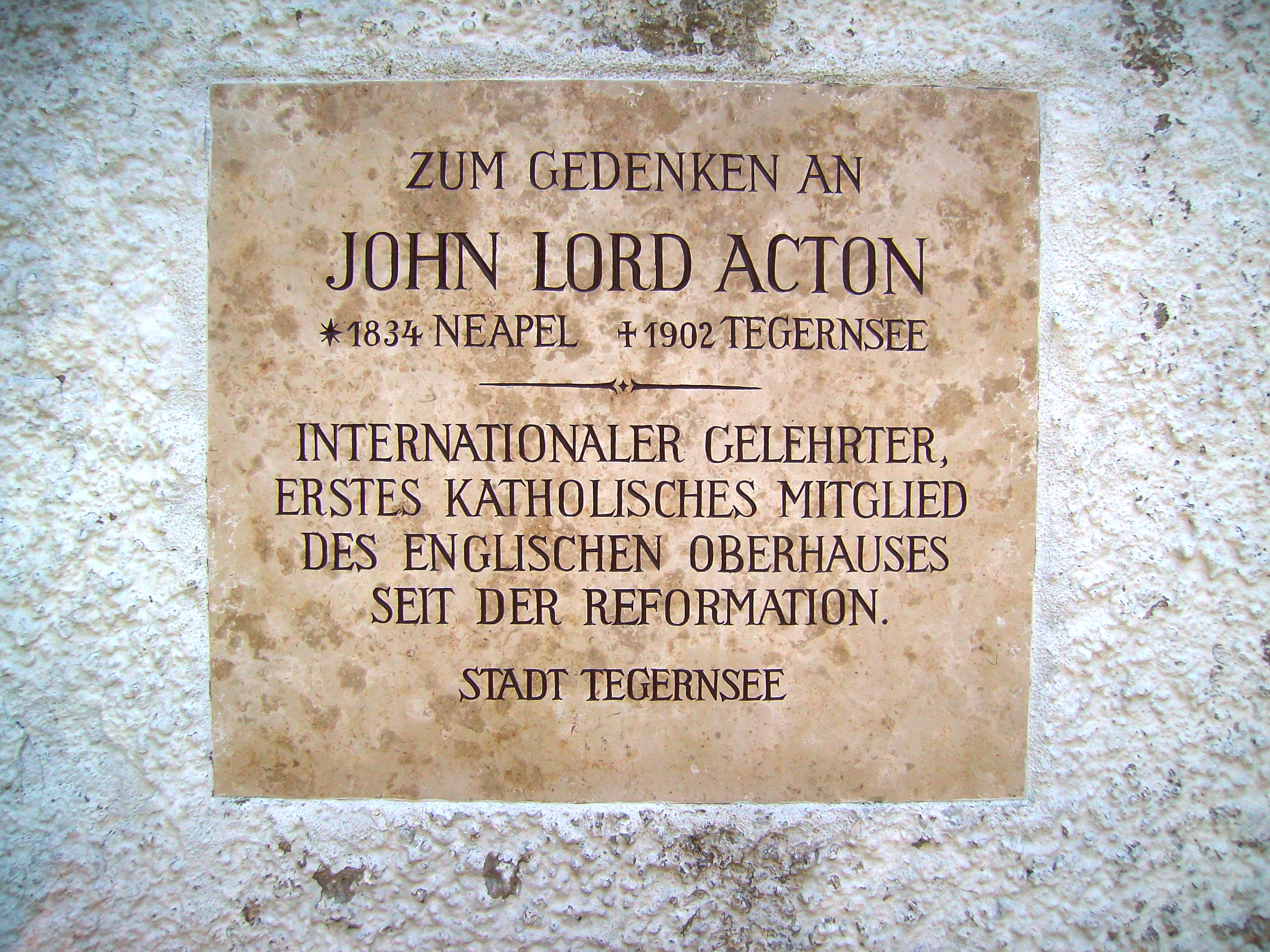
Gedenktafel für Lord Acton auf dem Friedhof in Tegernsee

1865 heiratete John Dalberg-Acton Maria Gräfin Arco auf Valley (* 1841; † 1923) aus dem bayerischen Zweig der Grafen von Arco. Ihnen wurden zwei Söhne und vier Töchter geboren. Eine Tochter und ein Sohn starben noch als Kinder. Der Sohn Richard Lyon-Dalberg-Acton, 2. Baron Acton, erbte den Titel des Vaters.
Seit 1879 lebte Dalberg-Acton abwechselnd in London, im Winter in Cannes und in den Sommermonaten in Tegernsee in der Villa Arco (heute Teil der Orthopädischen Klinik).
John Dalberg-Acton starb 1902 auf dem Familiensitz in Tegernsee. Dort fand er auch seine letzte Ruhestätte. Seine bedeutende Bibliothek wurde von Andrew Carnegie aufgekauft und von ihm dem Gladstone-Biographen John Morley, 1. Viscount Morley of Blackburn, übergeben, der sie der Universität Cambridge vermachte.

## Ehrungen
1872 wurde er zum Ehrendoktor der Philosophie an der Universität München promoviert. 1876 ernannte ihn die Bayerische Akademie der Wissenschaften zu ihrem Auswärtigen Mitglied. Er war Mitglied (Fellow) der British Academy. William Gladstone verschaffte ihm 1892 während seiner zweiten Amtszeit als Premierminister den Titel eines Lord-in-Waiting.

## Schriften
Dalberg-Acton hinterließ nur wenige Veröffentlichungen, doch diese erzielten ein umso größeres Echo. Zu nennen sind besonders:
- Der Essay Nationality, 1862 verfasst, im Jahr nach der Gründung des Königreichs Italien. Dieser Essay ist eine eindringliche Warnung vor den Gefahren des allerorten aufkommenden Nationalismus, der – so befürchtete Dalberg-Acton – Europa in Kriege stürzen und zerreißen werde.[18] Deshalb ergriff er Partei für die Habsburgermonarchie als übernationalem Staat.[2]
- Der Essay Democracy in Europe (in: Quarterly Review, Januar 1878)
- Zwei 1877 in Bridgnorth gehaltene Vorlesungen über The history of freedom in antiquity und The history of freedom in christianity. Diese sind Schlüsseltexte zum Verständnis von Acton, der die Geschichte als einen Prozess sich verwirklichender Freiheit deutete.[19]
- Der Essay German Schools of History. Er ist eine Auseinandersetzung u. a. mit Barthold Georg Niebuhr, Leopold von Ranke, Heinrich von Sybel, Johann Gustav Droysen, Heinrich von Treitschke und Theodor Mommsen, außerdem mit Georg Wilhelm Friedrich Hegel und den Theologen der Tübinger Schule und weiter eine Verbeugung vor den Leistungen der Geschichtsschreibung der Schulen des Historismus.[20]
- Die Antrittsvorlesung The Study of History, die einen tiefen Eindruck hinterließ.[21]
- Seine – später ebenfalls in Buchform veröffentlichten – Vorlesungen in Cambridge über Modern History, wobei Dalberg-Acton unter Modern History die Epoche von der Renaissance bis zum Vorabend und der Französischen Revolution verstand. Das 19. Jahrhundert galt ihm als Zeitgeschichte.[22]
- Sein Brief an das Direktorium der Cambridge University Press vom Oktober 1896, in dem er die Grundlagen (Ziel, Themen, Darstellungsweise usw.) der geplanten Cambridge Modern History darlegte. Unter dem Eindruck seiner Antrittsvorlesung in Cambridge im Vorjahr hatte die Universität Dalberg-Acton ersucht, die Grundzüge einer Gesamtdarstellung der Geschichte der Neuzeit, für die es kein vergleichbares Vorbild gab, zu bestimmen.[23] Deren 14 Bände erschienen nach Actons Tod zwischen 1902 und 1912.